# Alfredo Veiravé
Alfredo Veiravé (Gualeguay, Entre Ríos; 29 de marzo de 1928 - Resistencia, Chaco; 22 de noviembre de 1991) fue un poeta argentino.

## Biografía
Nació en Gualeguay (Entre Ríos), en 1928. En 1957 se radicó en Resistencia (Chaco).
Colaboró en las páginas literarias de El Territorio, de Resistencia; La Prensa, hasta los años 70; La Gaceta, de Tucumán y la capital de Rosario.
Fue Premio Nacional de poesía “Leopoldo Lugones” y gran premio de Honor de la Fundación Argentina de la Poesía.
En 1986 fue incorporado en la Academia Argentina de Letras como miembro correspondiente. Fue socio de la SADE (Sociedad Argentina de Escritores) Central y Chaqueña.
Fue un poeta , ensayista y crítico literario, egresado como Profesor en Letras por la Universidad Nacional del Nordeste (UNNE). Falleció en Resistencia, Provincia del Chaco, el 22 de noviembre de 1991. Fue un gran amigo de Guido Arnoldo Miranda.
Su hija Delfina Veiravé es la actual Rectora de la Universidad Nacional del Nordeste. Su hijo Federico Veiravé es el actual Decano de la Facultad de Arte, Diseño y Ciencias de la Cultura.
En homenaje a tan fructífera labor el 30 de octubre de 1992 se impuso el nombre de Alfredo Veirave a la Biblioteca Escolar del Complejo Educativo de nivel secundario- Bº San Cayetano.

## Obras
- 1951: El alba, el río y tu presencia
- 1955: Después del Alba, el ángel.
- 1960: El ángel y las redes.
- 1965: Destrucciones y un jardín de la memoria.
- 1970: Puntos luminosos.
- 1974: El Imperio Milenario, Editorial Sudamericana.
- 1976: La máquina del tiempo.
- 1977: La máquina del mundo, Editorial Sudamericana.
- 1980: Historia natural, Editorial Sudamericana.
- 1985: Radar en la tormenta, Editorial Sudamericana.
- 1990: Laboratorio Central.

## Premios
- Faja de Honor de la SADE (1955).
- Premio Leopoldo Lugones de la SADE y el Fondo Nacional de las Artes (1960 y 1963).
- Gran Premio de Honor de la Fundación Argentina para la Poesía (1982).
- Premio Regional de Literatura del Ministerio de Educación de la Nación (1960).
- Premio Leopoldo Lugones de la SADE y Fondo Nacional de las Artes (período 1960/63).
- Gran Premio de Honor de Poesía de la Fundación Argentina para la Poesía (1981)
- Premio Fundación Susana Glombovsky (1985).